# Podsavezna nogometna liga Sisak 1960./61.
Podsavezna nogometna liga Sisak (također i kao Liga Nogometnog podsaveza Sisak) je nakon ukinuća XIV. zone Karlovac – Sisak, bila liga trećeg stupnja nogometnog prvenstva Jugoslavije u sezoni 1960./61. Sudjelovalo je 10 klubova, a prvak je bio "Metalac" iz Siska. 

## Ljestvica
| mj. | klub                     | ut. | pob. | ner. | por. | gol+ | gol- | bod |
| --- | ------------------------ | --- | ---- | ---- | ---- | ---- | ---- | --- |
| 1.  | Metalac Sisak            | 18  | 12   | 3    | 3    | 63   | 21   | 27  |
| 2.  | Segesta Sisak            | 18  | 10   | 2    | 6    | 33   | 19   | 22  |
| 3.  | Sloga Novoselec          | 18  | 8    | 5    | 5    | 39   | 25   | 21  |
| 4.  | Slavija Petrinja         | 18  | 6    | 7    | 5    | 35   | 37   | 19  |
| 5.  | Siscija Sisak            | 18  | 7    | 5    | 6    | 41   | 46   | 19  |
| 6.  | Sloga Kostajnica         | 18  | 6    | 5    | 7    | 41   | 35   | 17  |
| 7.  | Ivanić (Ivanić-Grad)     | 18  | 7    | 3    | 8    | 34   | 38   | 17  |
| 8.  | Zmaj Novo Pračno (Sisak) | 18  | 6    | 4    | 8    | 38   | 48   | 16  |
| 9.  | Borac Galdovo (Sisak)    | 18  | 6    | 3    | 9    | 28   | 40   | 15  |
| 10. | Nafta Sisak              | 18  | 2    | 3    | 13   | 24   | 66   | 7   |

- Kostajnica – tadašnji naziv za Hrvatsku Kostajnicu
- Galdovo – danas dio naselja Sisak
- Novo Pračno – tada dio naselja Sisak
- "Slavija" iz Petrinje se u prvom dijelu nazivala "Mladost"

## Rezultatska križaljka
| kratica | klub                     | BOR | IVA | MET | NAF | SEG | SIS | SLA | SLOK | SLON | ZMAJ |
| --- | ------------------------ | --- | --- | --- | --- | --- | --- | --- | ---- | ---- | ---- |
| BOR | Borac Galdovo (Sisak)    |     |     |     |     | 0:3 |     |     |      |      |      |
| IVA | Ivanić (Ivanić-Grad)     |     |     |     |     | 1:0 |     |     |      |      |      |
| MET | Metalac Sisak            |     |     |     |     | 2:3 |     |     |      |      |      |
| NAF | Nafta Sisak              |     |     |     |     | 2:1 |     |     |      |      |      |
| SEG | Segesta Sisak            | 5:3 | 3:1 | 0:1 | 3:0 |     | 2:0 | 3:1 | 1:0  | 0:0  | 5:1  |
| SIS | Siscija Sisak            |     |     |     |     | 0:0 |     |     |      |      |      |
| SLA | Slavija Petrinja         |     |     |     |     | 1:0 |     |     |      |      |      |
| SLOK | Sloga Kostajnica         |     |     |     |     | 2:0 |     |     |      |      |      |
| SLON | Sloga Novoselec          |     |     |     |     | 2:3 |     |     |      |      |      |
| ZMAJ | Zmaj Novo Pračno (Sisak) |     |     |     |     | 2:1 |     |     |      |      |      |
| |                          |     |     |     |     |     |     |     |      |      |      |
| podebljan rezultat - utakmice od 1. do 9. kola (1. utakmica između klubova) rezultat normalne debljine - utakmice od 10. do 18. kola (2. utakmica između klubova) rezultat nakošen - nije vidljiv redoslijed odigravanja međusobnih utakmica iz dostupnih izvora rezultat smanjen * - iz dostupnih izvora nije uočljiv domaćin susreta prekrižen rezultat - poništena ili brisana utakmica p - utakmica prekinuta 3:0 p.f. / 0:3 p.f. - rezultat 3:0 bez borbe n.i. - nije igrano |                          |     |     |     |     |     |     |     |      |      |      |

 Izvori: 